# Myjailo Usach
Myjailo Usach (en ucraniano: Михайло Усач; 20 de noviembre de 1996) es un deportista ucraniano que compite en tiro con arco, en la modalidad de arco recurvo. Ganó dos medallas en el Campeonato Europeo de Tiro con Arco en Sala de 2024, oro por equipo y bronce individual.

## Palmarés internacional
| Campeonato Europeo en Sala | Campeonato Europeo en Sala | Campeonato Europeo en Sala | Campeonato Europeo en Sala |
| Año                        | Lugar                      | Medalla                    | Prueba                     |
| -------------------------- | -------------------------- | -------------------------- | -------------------------- |
| 2024                       | Varaždin (Croacia)         | Medalla de oro             | Equipo                     |
| 2024                       | Varaždin (Croacia)         | Medalla de bronce          | Individual                 |